# Mörttjärnarna (Svegs socken, Härjedalen)
Mörttjärnarna är en sjö i Härjedalens kommun i Härjedalen och ingår i Ljusnans huvudavrinningsområde.